# Stazione di Istrana
Stazione di Istrana vasútállomás Olaszországban, Veneto régióban, Istrana településen.

## Vasútvonalak
Az állomást az alábbi vasútvonalak érintik:
- Vicenza-Treviso-vasútvonal

## Kapcsolódó állomások
A vasútállomáshoz az alábbi állomások vannak a legközelebb: 
- Stazione di Paese (Stazione di Treviso Centrale)
- Stazione di Albaredo (Stazione di Vicenza)